# Nadiia Bielkina
Nadiia Bielkina, née le 30 septembre 1990 à Zvenigovo, est une biathlète ukrainienne d'origine russe.

## Carrière
Elle fait ses débuts internationaux en 2013 en prenant part à l'IBU Cup. Elle entre dans la Coupe du monde en ouverture de la saison 2014-2015 à Östersund, prenant la 29e place et ses premiers points. La saison suivante, elle remporte le sprint de Martell comptant pour l'IBU Cup.

## Palmarès

### Coupe du monde
- Meilleur classement général : 75e en 2017.
- Meilleur résultat individuel : 29e.

#### Différents classements en Coupe du monde
| Année     | Classement général final | Sprint | Poursuite | Individuel | Mass start |
| 2014-2015 | 85e                      | 76e    | -         | -          | -          |
| 2015-2016 | 81e                      | 74e    | 79e       | -          | -          |

### Championnats du monde de biathlon d'été
- Médaille d'argent de la poursuite en 2017.

### Universiades
- Médaille d'or de la poursuite en 2017.
- Médaille de bronze de l'individuel et du relais mixte en 2017.

### IBU Cup
- 4 podiums individuels, dont 1 victoire.